# Parafia Zmartwychwstania Pańskiego w Brzozówce
Parafia Zmartwychwstania Pańskiego w Brzozówce – parafia rzymskokatolicka, znajdująca się w archidiecezji lubelskiej, w dekanacie Zakrzówek. 
Według stanu na miesiąc luty 2017 liczba wiernych w parafii wynosiła 728 osób.